# Jiuguo
Jiuguo (酒国) är en roman från 1992 av den kinesiske författaren och nobelpristagaren Mo Yan. Det är en satirisk skildring av det kinesiska folkets förhållande till mat och dryck och av myndigheternas korruption.
Romanen är uppdelad i två parallella handlingar, en berättelse i traditionell form om en detektiv som skickas ut på den kinesiska landsbygden för att utreda rykten om kannibalism bland befolkningen och en fiktiv brevväxling mellan författaren "Mo Yan" och en beundrare av hans verk. Efterhand skiftas fokus alltmer från detektivberättelsen till brevberättelsen. En del karaktärer återkommer i båda handlingarna.
Romanen är översatt till engelska (The Republic of Wine, 2000), franska (Le Pays de l'alcool, 2000), tyska (Die Schnapsstadt, 2002), spanska (La república del vino, 2010) och ryska ("Страна вина", 2012).

## Mottagande
- The Republic of Wine recension av Ted Gioia (Postmodern Mystery.com)